# Revolution der Jugend
Revolution der Jugend (deutscher Titel) bzw. Jugend am Scheideweg (österreichischer Titel) ist ein deutsch-österreichischer Stummfilm aus dem Jahre 1929 von Conrad Wiene mit Oskar Beregi, Rolf von Goth und Grit von Elben. 

## Handlung
Die Hartleibigkeit des verbohrten und in überkommenen Lehrstrukturen verharrenden Gymnasiallehrers Prof. Bitterklee führt dazu, dass er sich weigert, einen Schüler zu versetzen, woraufhin dieser sich erschießt. Das Wort “Mörder!” an der Tafel ist erst der Beginn einer daraufhin aufkeimenden Jugendrevolte. Als einem weiteren Schüler ebenfalls die Nicht-Versetzung droht, üben alle Mitschüler nicht nur den Aufstand gegen Bitterklee, sondern gleich gegen das gesamte repressive System dieser Lehrstätte. Anführer dieser Revolution der Jugend, wie der Filmtitel glauben machen will, ist der Schüler Rudolf Auer. 
Der hält gerade eine seiner großen Reden, als Gymnasialdirektor Professor Gregori in die Versammlung hineinplatzt und Schüler Auer von der Schule verweisen will. Infolgedessen kommt es zu einem regelrechten Aufstand: Die Mitschüler solidarisieren sich mit dem Sohn eines einfachen Kassenboten und erklären, wenn Rudolf relegiert werden würde, würden auch sie diese verkrustete Bildungsstätte aus Protest verlassen. Gregori muss erkennen, dass mit den bislang probaten Mitteln von Zucht und Ordnung hier nichts mehr zu erreichen ist … und lenkt ein. Verbittert reicht daraufhin Professor Bitterklee seinen Abschied ein.

## Produktionsnotizen
Gedreht im März und April 1929 in den Filmstudios von Wien-Schönbrunn, passierte Revolution der Jugend am 23. Mai 1929 die deutsche Filmzensur und wurde am 9. August 1929 in Berlins Primus-Palast uraufgeführt. Am 4. Oktober desselben Jahres erfolgte die Wiener Premiere. Die Länge des auch für die Jugend freigegebenen Sechsakters betrug 2084 Meter. 
Herbert Silbermann übernahm die Produktionsleitung, Artur Berger und Emil Stepanek gestalteten auch die Filmbauten. Arthur Gottlein war Wienes Regieassistent.
Die 16-jährige Wienerin Grit von Elben gab hier ihr Filmdebüt.

## Kritiken
Hans Georg Brenner schrieb in Berlin am Morgen: „Es wird eine mehr als fragwürdige Versöhnung zwischen alt und jung gepredigt. Darum hilft es nichts, wenn der Regisseur Conrad Wiene ein einigermaßen sauberes Handwerk liefert und Sentimentalitäten aus dem Wege zu gehen versucht. (…) Es wird gerade nichts verschwiegen, aber es wird auch nichts direkt ausgesprochen. Es wird aus Gründen des Geschäftes behutsam an der Oberfläche geplätschert.“.
Die Deutsche Zeitung zeigte sich im Ansatz ihrer Kritik restaurativ und reaktionär. Hier resümierte man: „Eine verschleierte Hetze gegen den Lehrerstand. (…) Das ist doch nicht unsere Jugend! Die Darstellung selbst prachtvoll, trotz vieler neuer Namen. Ein ganz Großer Paul Askonas als Prof. Bitterklee, ein ungemein packender Menschendarsteller. Nach ihm Rolf von Goth als Anführer der jungen Aufrührer.“
Gong meinte in der Frankfurter Publikation Deutsche Republik: „Im Gegensatz zur Primanerliebe sind hier die Anleihen bei Wedekinds ‚Frühlings Erwachen‘ so schwach und ungeschickt, daß sie weiter gar nicht ins Gewicht fallen. Einzig und allein der Name des bösen Lehrers, des Professors Bitterklee, erinnert an en großen Wedekind. (…) Ich will gewiß dem Film nicht vorwerfen, daß sein Hersteller kein Geld an ihn gewagt hat, und daß man diese finanzielle Einschränkung an allen Ecken und Enden merkt. Viel schlimmer ist die Billigkeit der Mittel und der Gesinnung. (…) In einem unendlichen Wirrwarr der Handlung ist sie [gemeint ist die Produktionsfirma] vor allen Dingen darauf bedacht, ein halb Dutzend guter Lehrer zu zeigen und nur einen einzigen bösen Flachsmann.“.